# 罗尼翁河畔蒙托
罗尼翁河畔蒙托（法語：Montot-sur-Rognon，法語發音：[mɔ̃to syʁ ʁɔɲɔ̃]）是法国上马恩省的一个市镇，位于该省中部，属于肖蒙区。

## 地理
罗尼翁河畔蒙托（48°16'34"N, 5°17'21"E）面积7.84 平方千米，位于法国大東部大區上马恩省，该省份为法国东北部内陆省份，北起马恩省和默兹省，西接奥布省，西南接科多尔省，东南接上索恩省，东临孚日省。
与罗尼翁河畔蒙托接壤的市镇（或旧市镇、城区）包括：罗什-贝坦库尔、雷内勒、锡涅维尔、维涅拉科特。

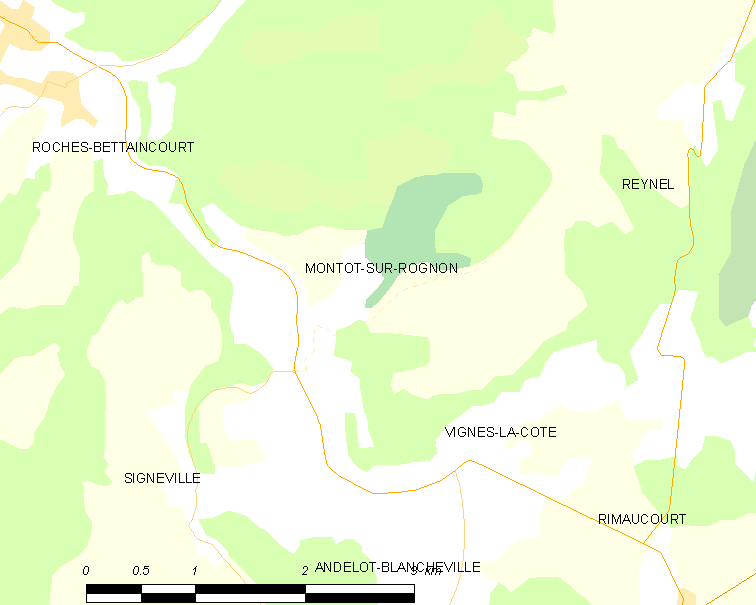
罗尼翁河畔蒙托的OSM定位图

罗尼翁河畔蒙托的时区为UTC+01:00、UTC+02:00（夏令时）。

## 行政
罗尼翁河畔蒙托的邮政编码为52700，INSEE市镇编码为52335。

## 政治
罗尼翁河畔蒙托所属的省级选区为博洛涅县。

## 人口

1962-2008年间罗尼翁河畔蒙托人口变化图示

罗尼翁河畔蒙托于2022年1月1日时的人口数量为111人。